# Acacia genistoides
Acacia genistoides é uma espécie de leguminosa do gênero Acacia, pertencente à família Fabaceae.